# Concelho
Concelho (pronuncia IPA kõˈseʎu), in lingua portoghese, è la parola municipalità, quando si riferisce al territorio.
 
Il termine "municipio" (in portoghese muniˈsipiu) viene utilizzato quando per comune si intende l'organo territoriale dello Stato. Questa differenziazione è ancora in uso in Portogallo e in alcune delle sue ex province d'oltremare, ma non è più in uso in Brasile.

## Portogallo
Il Portogallo ha 308 concelhos, a volte aggiunge il Comune di Olivenza (in portoghese Olivença), territorio spagnolo rivendicato dal Portogallo.

## Mozambico
Il Mozambico ha 33 municipi, creati nel 1998, avviando un processo di decentramento che mira ad aumentare l'autonomia delle città.

## Brasile
Il Brasile ne ha 5.560 in 26 stati più il Distretto Federale; il municipio più popoloso del Brasile è San Paolo, con 10.927.985 abitanti su una superficie di 1.522,986 km² (censimento del 2005).